# Microterys imphalensis
Microterys imphalensis is een vliesvleugelig insect uit de familie Encyrtidae. De wetenschappelijke naam is voor het eerst geldig gepubliceerd in 2002 door Singh & Hayat.